# Corpo libero (serie televisiva)
Corpo libero è una serie televisiva italiana del 2022 diretta da Cosima Spender e Valerio Bonelli, scritta da Chiara Barzini, Ilaria Bernardini, Ludovica Rampoldi e Giordana Mari, e tratta dall'omonimo romanzo di Ilaria Bernardini.
La serie, composta da 6 episodi, è stata pubblicata interamente su Paramount+ il 26 ottobre 2022. Invece, in chiaro viene trasmessa in prima visione su Rai 2 dal 25 ottobre all'8 novembre 2023, con due episodi alla volta per tre prime serate.

## Trama
Dopo un infortunio, Martina, ginnasta quindicenne, si allena con le compagne in un albergo di montagna per ottenere un posto alle Olimpiadi. La misteriosa morte di una ragazza cambia tutto.

## Puntate
| nº | Titolo    | Pubblicazione   | Prima TV        |
| -- | --------- | --------------- | --------------- |
| 1  | Lunedì    | 26 ottobre 2022 | 25 ottobre 2023 |
| 2  | Martedì   | 26 ottobre 2022 | 25 ottobre 2023 |
| 3  | Mercoledì | 26 ottobre 2022 | 2 novembre 2023 |
| 4  | Giovedì   | 26 ottobre 2022 | 2 novembre 2023 |
| 5  | Venerdì   | 26 ottobre 2022 | 9 novembre 2023 |
| 6  | Sabato    | 26 ottobre 2022 | 9 novembre 2023 |

## Produzione
Le riprese sono state effettuate principalmente in Abruzzo, tra i Prati di Tivo e Campotosto. L'hotel in cui pernottano le protagoniste è il Miramonti, mentre le scene in palestra sono state girate negli studi di Roma.

## Colonna sonora
La colonna sonora, per quanto riguarda la parte strumentale, è stata realizzata da Eduardo Aram (Eduardo Arantes Barreto), compositore cinematografico e artista di musica elettronica brasiliano vincitore di numerosi premi, tra cui una candidatua agli Emmy. Alle musiche di Aram si accompagnano brani cantati da artisti italiani e stranieri.

### Canzoni
Primo episodio
1. Lele Blade – Loco
2. Liberato – Anna
3. M83 – Midnight City

Secondo episodio
1. Liberato – Tu t'e scurdat' 'e me
2. 2WEI & Edda Hayes – Survivor
3. Ariete – Cicatrici

Terzo episodio
1. PeppOh – Chesta nott’
2. Madame e Sfera Ebbasta – Tu mi hai capito
3. Liberato – Guagliuncella napulitana
4. Mano Negra – Peligro
5. Alan Sorrenti – Tu sei l'unica donna per me
6. Lele Blade – Prohibido
7. Blanco & Sfera Ebbasta – Mi fai impazzire

Quarto episodio
1. Ariete – Insicuri

Quinto episodio
1. Gaia – Mi ricordo un po' di me

Sesto episodio
1. Ariete – Pillole
2. Ekkstacy – For Forever
3. Ariete – Specchio (interludio)

## Riconoscimenti
- 2023 – Nastro d'argento[7]
  - Candidatura per la miglior serie TV - Dramedy